# Falla sud-valenciana
La denominada falla sud-valenciana es una falla tectónica situada en el sureste de la península ibérica. Constituye una línea divisoria entre el sistema Bético (al sur) y el sistema Ibérico (al norte) en la Comunidad Valenciana (España).
La falla arranca junto al Mar Mediterráneo en Jeresa (provincia de Valencia), pasa por Bárig, Játiva y el valle de Montesa, y se prolonga en Castilla-La Mancha por el corredor de Almansa.
- Datos: Q1776734